# Полет 967 на „Армавия“
Полет 967 на „Армавия“ е редовен международен пътнически полет от международното летище „Звартноц“, Звартноц, Армения, до международното летище „Адлер – Сочи“, Сочи, Русия управляван от „Армавия“. На 3 май 2006 г. самолетът „Еърбъс А320-211“, който изпълнява полета, се разбива в Черно море, докато се опитва да заобиколи след първия си заход към летището в Сочи, което убива всички 133 души на борда. Инцидентът е първата голяма катастрофа на търговска авиокомпания през 2006 г. Това е единственият фатален инцидент на „Армавия“ за времето, в което авиокомпанията съществува.
Разследването установява, че при изкачване с изключен автопилот капитанът, който се намира в състояние на психоемоционален стрес, прави контролни въведения с носа надолу поради загуба на осведоменост за наклона и движението на самолета. Недостатъчното управление на наклона довежда до неуспех при възстановяването на самолета и причинява катастрофата. Заедно с неадекватните контролни действия от страна на капитана други фактори за катастрофата са и липсата на наблюдение на наклона на самолета, височината и вертикалната скорост от първия офицер и липсата на правилна реакция от страна на екипажа на системата за предупреждение за близост до земята.
За да се отстранят недостатъците, разкрити по време на разследването на тази авария, окончателният доклад за катастрофата прави 22 препоръки за безопасност към организации и институции в страните от Общността на независимите държави, Русия и Армения.